# Stazione di Frasso Telesino-Dugenta
La stazione di Frasso Telesino-Dugenta è una stazione ferroviaria a servizio dei comuni di Frasso Telesino e Dugenta. La stazione è ubicata sulla linea Napoli-Foggia.

## Storia
La stazione di Frasso Telesino-Dugenta, già Frasso-Dugenta, è ubicata nella periferia dell'ultimo omonimo centro urbano. Fu aperta nel 1868, con la conseguente inaugurazione della linea Caserta - Casalduni(1868). 
In passato la stazione ha goduto sia di un discreto traffico passeggeri che merci e sia di un importante scalo merci dotato di un piano caricatore. Con l'avvento del trasporto su gomma, si è avuto il lento declino del medesimo scalo che, già dagli anni '80 fu soppresso. Alla fine degli anni' 90 è stata resa impresenziata.

## Strutture e impianti
La stazione originariamente era dotata di 4 binari passanti (di cui 2 destinati al servizio passeggeri e serviti da banchina, 2 tronchi lato Caserta, 1 destinato allo scalo merci con piano caricatore, mentre l'altro fungeva da ricovero). Il traffico ferroviario è formato principalmente da pendolari i quali si spostano sulla linea Napoli Centrale-Benevento. Il transito dei convogli avviene sul binario di corretto tracciato cioè il 2, mentre il 1 è destinato agli incroci.
Il fabbricato è accessibile non più dalla sala d'attesa, oramai in disuso, ma bensì dal normale ingresso della stazione, dotato di cancelletto. Il piano superiore della stazione potrebbe essere destinato ad abitazione. Tuttavia è presente un altro fabbricato, quello dei servizi igienici, oramai in disuso anch'esso. La stazione offre un servizio bar. Il reparto dedicato alla sala macchine è oggi in disuso.
È inoltre presente un ampio parcheggio al di fuori della stazione.

## Potenziamento linea alta velocità
Il progetto prevede la realizzazione di un tracciato a doppio binario in variante rispetto alla linea attuale, della lunghezza di circa 15,5 km, con la conseguente eliminazione di tutti i passaggi a livello presenti.
Sono state eseguite la bonifica da ordigni bellici e le indagini archeologiche, prescritte dalla Soprintendenza.
L’avvio dei lavori tra Napoli e Cancello segue la pubblicazione, a giugno 2018, del bando di gara per la tratta compresa tra Frasso Telesino-Dugenta e Telese-Cerreto.

## Movimento
La stazione è servita da alcuni treni regionali operati da Trenitalia da e per Benevento, da e per Napoli Centrale.

## Servizi
La stazione è classificata da RFI nella categoria "Bronze"

## Interscambi
- Fermata autobus